# Claudia Lang
Claudia Lang (* 1953 in Außerfern, Tirol) ist eine österreichische Autorin, Schauspielerin und Regisseurin.

## Leben
Lang ist ausgebildete Theaterpädagogin und war jahrelange Leiterin und Mitbegründerin der Geierwally Freilichtbühne in Elbigenalp. Sie arbeitete als Regisseurin und Schauspielerin und wurde über die Grenzen Tirols hinaus bekannt. Claudia Lang hat vier Kinder.

## Werke
- Eine Handvoll Heimat: Stück über die Emigration vieler Tiroler und Deutscher im 19. Jahrhundert und um ihre Hoffnung auf ein besseres Leben in Pozuzo, Uraufführung 2010[1]
- Die Lawine: 1984 hat eine Lawine ein halbes Dorf im Lechtal zerstört. Wie durch ein Wunder fielen der Naturgewalt nur Hab und Gut zum Opfer. Uraufführung 2009
- Die wahre Geierwally: Authentisches Volksschauspiel über das Leben der „wahren Geierwally“ – Anna Stainer Knittel, bekannt damals auch als „eisenfeste Nanno“. Uraufführung 2007
- Lechtaler Schwabenkinder: Die Geschichte zahlloser Lechtaler Kinder, die im 18./19. Jahrhundert als Saisonarbeiter in der Fremde bestehen mussten. München, Don Bosco Verlag, 2004, ISBN 3-7698-1498-3[2]
- Schattenweiber: Eine Außenseiterin rettet ihr Dorf im 17. Jahrhundert vor einem Angriff der Schweden und ist am Ende doch gezwungen, die Heimat zu verlassen
- Glaube und Krone: Ein Stück über den Kampf zwischen katholischer und evangelischer Kirche, dem selbst die Königinmutter ausgeliefert ist
- Wenn die Sonne Schatten wirft: Plötzlich behindert – ein einfühlsames und emotionales Stück über ein Leben, das auf einmal „keins mehr ist“ und am Ende doch noch lebenswert wird. Uraufführung 2003
- Turmwächterinnen: Die wahre Geschichte der Daheimgebliebenen während des Ersten Weltkrieges und wie ein paar Frauen das Schicksal ihres Dorfes in die Hand nehmen
- Der Salzweg: Der Salzhandel im Mittelalter brachte Wohlstand und Reichtum ins Land, was danach blieb, waren Krankheit, Hunger und schier unfassbare Armut
- Simeon: Weihnachtsmärchen um die Geburt Christi, das längst vergangene Zeiten mit der Gegenwart verbindet
- Schreien möcht’ i – über den Konflikt von Frauen mit einer patriarchalen Gesellschaft[3]
- Watterweiber – Komödie mit Streifzügen in die Tiefgründigkeit[4]
- Anna – Mutter der Mütter: Theaterstück über Dr. Anna Dengel, Ordensgründerin der Missionsärztlichen Schwestern aus Steeg im Lechtal, Uraufführung 2019

## Schauspielerin
- „Die Lawine“ von Claudia Lang 2009, als Ilse
- „Die Frau im Morgengrauen“ von Alejandro Casona 2008, als Die Frau im Morgengrauen
- „Mein Ungeheuer“ von Felix Mitterer 2005, als Rosa
- „Frau Suitner“ von Karl Schönherr, als Frau Suitner
- „Marie die Alpenrosenkönigin“ von Claudia Lang 2000/2001, als Marie – Königin-Mutter des Märchenkönigs Ludwig II
- „Drachendurst“ von Felix Mitterer, 1999, als Hirschkuh als Symbol für das Gute im Märchen
- „Schattenweiber“ von Claudia Lang 1998, als die starke Anführerin eines Widerstandes Liedhoferin
- „Lechtaler Schwabenkinder“ von Claudia Lang. 1996/1997, als Agnes
- „Stigma“ von Felix Mitterer 1995, als Moid
- „Geierwally“ von Felix Mitterer, als Geierwally, Uraufführung auf der Geierwally Freilichtbühne in Elbigenalp 1993/94 und 2002
- „Das Boot ohne Fischer“ von Alejandro Casona, als Stella